# Los del Río
Los del Río (испанское произношение: [ˈlos ðel ˈri.o]) — испанский музыкальный дуэт, состоящий из музыкантов Антонио Ромеро Монхе и Рафаэля Руиса Пердигонеса. Музыканты родом из городского района Дос-Эрманас в Севилье. Как дуэт музыканты Ромеро и Руис начали работать вместе с начала 1960-х годов.
Los del Río пишут музыку в стиле андалузской народной музыки. В течение ряда лет дуэт выступал в курортном городе Марбелья.
В 1996 году дуэт стал всемирно известен благодаря песне «Macarena», которую купили в США в записи на пластинку 4 миллиона человек.

## Дискография

### Альбомы
| 1993                            | Retrato a Sevilla     | —  | —  | — |
| 1994                            | A mí me gusta         | —  | 20 | 6 |
| 1995                            | Calentito             | —  | —  | — |
| 1996                            | Macarena Non Stop     | 41 | 1  | 1 |
| 1996                            | Colores               | —  | —  | — |
| 1996                            | Fiesta Macarena       | —  | —  | — |
| 1999                            | Baila                 | —  | —  | — |
| 2003                            | Río de sevillanas     | —  | —  | — |
| 2004                            | P’alante              | —  | —  | — |
| 2008                            | Quinceañera Macarena  | —  | —  | — |
| 2011                            | Retrato a Sevilla     | —  | —  | — |
| 2012                            | Vámonos que nos vamos | —  | —  | — |
| «—» Релизы, не попавшие в чарт. |                       |    |    |   |

### Синглы
| Год                                                         | Сингл                                  | Высшая позиция в чарте | Высшая позиция в чарте | Высшая позиция в чарте | Высшая позиция в чарте | Высшая позиция в чарте | Высшая позиция в чарте | Сертифицированные | Альбом               |
| Год                                                         | Сингл                                  | US                     | US Adult               | US Latin               | US Pop                 | AUS                    | UK                     | Сертифицированные | Альбом               |
| ----------------------------------------------------------- | -------------------------------------- | ---------------------- | ---------------------- | ---------------------- | ---------------------- | ---------------------- | ---------------------- | ----------------- | -------------------- |
| 1995                                                        | «Macarena»                             | 23                     | —                      | 12                     | —                      | —                      | —                      |                   | A mí me gusta        |
| 1995                                                        | «Macarena (Bayside Boys Mix)»          | 1                      | 19                     | —                      | 5                      | 1                      | 2                      | - US: 4× Platinum | Macarena Non Stop    |
| 1996                                                        | «Macarena Christmas»                   | 57                     | —                      | —                      | —                      | 5                      | —                      |                   | Non-album song       |
| 1999                                                        | «Baila Baila»                          | —                      | —                      | —                      | —                      | —                      | —                      |                   | Non-album song       |
| 2008                                                        | «Macarena (The Art of Sound Group Mix» | —                      | —                      | —                      | —                      | —                      | —                      |                   | Quinceañera Macarena |
| 2009                                                        | «Mi Gitana» (feat. The D.E.Y.)         | —                      | —                      | —                      | —                      | —                      | —                      |                   | Quinceañera Macarena |
| «—» релизы, не попавшие в чарт или неизданные в этой стране |                                        |                        |                        |                        |                        |                        |                        |                   |                      |